# Nado sincronizado nos Jogos Olímpicos de Verão de 2008 - Dueto
As competições de dueto do nado sincronizado nos Jogos Olímpicos de Verão de 2008 foram realizadas entre 18 e 20 de agosto de 2008 no Centro Aquático Nacional de Pequim.

## Calendário
| Dia                   | Horário       | Rodada                    |
| --------------------- | ------------- | ------------------------- |
| Segunda, 18 de agosto | 15:00 (UTC+8) | Rotina técnica            |
| Terça, 19 de agosto   | 15:00 (UTC+8) | Rotina livre - preliminar |
| Quarta, 20 de agosto  | 15:00 (UTC+8) | Rotina livre - final      |

## Medalhistas
| Ouro   | RUS Anastasia Davydova e Anastasia Ermakova |
| Prata  | ESP Andrea Fuentes e Gemma Mengual          |
| Bronze | JPN Saho Harada e Emiko Suzuki              |

## Classificatórias
Para cada rotina (técnica e livre), os duetos foram julgados por dois júris (um técnico e outro artístico), com cinco juízes cada. Cada juiz atribuiu uma nota de zero a dez e as notas mais baixas e as mais altas foram descartadas, sobrando assim seis notas, que foram somadas, determinando a pontuação da rotina.
Na rotina técnica, cada dueto executou uma apresentação que deveria conter os 10 elementos obrigatórios em ordem determinada e deveriam ser executados em 2 minutos e 20 segundos (com mais ou menos 15 segundos).
Na rotina livre, não houve restrição da música, conteúdo e coreografia e deveria ser executada em 3 minutos e 30 segundos (também com mais ou menos 15 segundos).
O resultado preliminar é a soma da pontuação da rotina técnica e da rotina livre. Os 12 duetos melhor colocados avançaram para a fase final.
| Pos. | Dueto                                              | Rotina técnica (50%) | Rotina técnica (50%) | Rotina livre (50%) | Rotina livre (50%) | Total de pontos |
| Pos. | Dueto                                              | Pontos               | Pos.                 | Pontos             | Pos.               | Total de pontos |
| ---- | -------------------------------------------------- | -------------------- | -------------------- | ------------------ | ------------------ | --------------- |
| 1    | RUS Anastasia Davydova e Anastasia Ermakova        | 98,667               | 1                    | 99,000             | 1                  | 98,834          |
| 2    | ESP Andrea Fuentes e Gemma Mengual                 | 97,667               | 2                    | 98,167             | 2                  | 97,918          |
| 3    | JPN Saho Harada e Emiko Suzuki                     | 96,500               | 3                    | 97,000             | 3                  | 96,750          |
| 4    | CHN Jiang Tingting e Jiang Wenwen                  | 96,167               | 4                    | 97,000             | 3                  | 96,584          |
| 6    | USA Christina Jones e Andrea Nott                  | 95,500               | 5                    | 95,500             | 5                  | 95,500          |
| 6    | CAN Marie Pier Boudreau-Gagnon e Isabelle Rampling | 94,833               | 6                    | 94,666             | 6                  | 94,750          |
| 7    | ITA Beatrice Adelizzi e Giulia Lapi                | 93,667               | 7                    | 94,000             | 7                  | 93,834          |
| 8    | UKR Daria Iushko e Kseniya Sydorenko               | 92,167               | 8                    | 92,667             | 8                  | 92,418          |
| 9    | NED Bianca van der Velden e Sonja van der Velden   | 91,167               | 10                   | 91,667             | 9                  | 91,418          |
| 10   | GRE Evanthia Makrygianni e Despoina Solomou        | 91,667               | 9                    | 91,167             | 10                 | 91,418          |
| 11   | FRA Apolline Dreyfuss e Lila Meesseman-Bakir       | 89,500               | 11                   | 90,500             | 11                 | 90,000          |
| 12   | SUI Magdalena Brunner e Ariane Schneider           | 88,500               | 13                   | 90,000             | 12                 | 89,250          |
| 13   | BRA Nayara Figueira e Lara Teixeira                | 88,667               | 12                   | 89,333             | 13                 | 89,001          |
| 14   | GBR Olivia Allison e Jenna Randall                 | 87,833               | 14                   | 89,333             | 13                 | 88,584          |
| 15   | ISR Anastasia Gloushkov e Inna Yoffe               | 87,166               | 15                   | 86,667             | 16                 | 86,917          |
| 16   | PRK Kim Yong-mi e Wang Ok-gyong                    | 85,833               | 16                   | 87,167             | 15                 | 86,501          |
| 17   | BLR Katsiaryna Kulpo e Nastassia Parfenava         | 85,333               | 17                   | 85,334             | 19                 | 85,334          |
| 18   | CZE Soňa Bernardová e Alžběta Dufková              | 85,000               | 18                   | 85,500             | 18                 | 85,250          |
| 19   | MEX Mariana Cifuentes e Blanca Delgado             | 84,667               | 19                   | 85,667             | 17                 | 85,168          |
| 20   | KAZ Ainur Kerey e Arna Toktagan                    | 83,500               | 20                   | 85,500             | 18                 | 84,333          |
| 21   | AUS Myriam Glez e Erika Leal-Ramirez               | 82,500               | 21                   | 83.167             | 21                 | 82,834          |
| 22   | AUT Nadine Brandl e Elisabeth Mahn                 | 82,500               | 21                   | 82,334             | 22                 | 82,417          |
| 23   | NZL Lisa Daniels e Nina Daniels                    | 81,500               | 23                   | 80.833             | 23                 | 81,167          |
| 24   | EGY Dalia El Gebaly e Reem Abdalazem               | 80,833               | 24                   | 80,500             | 24                 | 80,667          |

## Fase final
Houve uma nova apresentação da rotina livre e o resultado final foi composto da rotina técnica (executada na fase classificatória) e a nova nota da rotina livre.
| Pos.              | Dueto                                              | Rotina técnica (50%) | Rotina técnica (50%) | Rotina livre (50%) | Rotina livre (50%) | Total de pontos |
| Pos.              | Dueto                                              | Pontos               | Pos.                 | Pontos             | Pos.               | Total de pontos |
| ----------------- | -------------------------------------------------- | -------------------- | -------------------- | ------------------ | ------------------ | --------------- |
| Medalha de ouro   | RUS Anastasia Davydova e Anastasia Ermakova        | 98,667               | 1                    | 99,833             | 1                  | 99,251          |
| Medalha de prata  | ESP Andrea Fuentes e Gemma Mengual                 | 97,667               | 2                    | 99,000             | 2                  | 98,334          |
| Medalha de bronze | JPN Saho Harada e Emiko Suzuki                     | 96,500               | 3                    | 97,833             | 3                  | 97,167          |
| 4                 | CHN Jiang Tingting e Jiang Wenwen                  | 96,167               | 4                    | 96,500             | 4                  | 96,334          |
| 5                 | USA Christina Jones e Andrea Nott                  | 95,500               | 5                    | 95,500             | 5                  | 95,500          |
| 6                 | CAN Marie Pier Boudreau-Gagnon e Isabelle Rampling | 94,833               | 6                    | 95,333             | 6                  | 95,084          |
| 7                 | ITA Beatrice Adelizzi e Giulia Lapi                | 93,667               | 7                    | 93,833             | 7                  | 93,751          |
| 8                 | UKR Daria Iushko e Kseniya Sydorenko               | 92,167               | 8                    | 93,167             | 8                  | 92,668          |
| 9                 | NED Bianca van der Velden e Sonja van der Velden   | 91,167               | 10                   | 92,166             | 9                  | 91,667          |
| 10                | GRE Evanthia Makrygianni e Despoina Solomou        | 91,667               | 9                    | 91,334             | 10                 | 91,501          |
| 11                | FRA Apolline Dreyfuss e Lila Meesseman-Bakir       | 89,500               | 11                   | 91,166             | 11                 | 90,333          |
| 12                | SUI Magdalena Brunner e Ariane Schneider           | 88,500               | 13                   | 90,000             | 12                 | 89,250          |